# Championnat de Thaïlande de football 2001-2002
Navigation
Saison précédente Saison suivante
La saison 2001-2002 du Championnat de Thaïlande de football est la 6e édition du championnat de première division en Thaïlande. Les douze meilleurs clubs du pays sont regroupés au sein d'une poule unique, la Thai Premier League, où ils s'affrontent deux fois au cours de la saison, à domicile et à l'extérieur. En fin de saison, pour permettre le passage du championnat de 12 à 10 équipes, les trois derniers du classement sont relégués et remplacés par le champion de Thai Division 1 League, la deuxième division thaïlandaise.
C'est le club de BEC Tero Sasana, tenant du titre, qui remporte à nouveau le championnat après avoir terminé en tête du classement, avec six points d'avance sur Osotsapa M-150 et quinze sur Bangkok Bank FC. C'est le deuxième titre de champion de Thaïlande de l'histoire du club.
Avant le démarrage du championnat, le club de Bangkok Metro déclare forfait pour la saison. Ce désistement profite au club de Rattana Bundit, qui accède ainsi à l'élite en remplacement de Bangkok Metro.
Le vainqueur du championnat obtient son billet pour la prochaine Ligue des champions de l'AFC tout comme le vainqueur de la Coupe de Thaïlande, à la suite de la réforme de la Ligue des champions, qui demeure la seule compétition continentale, avec la disparition de la Coupe d'Asie des vainqueurs de coupe.

## Les 12 clubs participants
| - Bangkok Bank FC - Port Authority of Thailand FC - Royal Thai Police FC - Royal Thai Air Force FC - Osotsapa M-150 - Royal Thai Navy FC | - Krung Thai Bank - BEC Tero Sasana - Sinthana FC - Thailand Tobacco Monopoly - Promu de D2 - Rattana Bundit - Repêché de D2 - TOT FC |

## Compétition

### Classement
Le barème utilisé pour établir le classement est le suivant :
- Victoire : 3 points
- Match nul : 1 point
- Défaite : 0 point

| Rang | Équipe                        | Pts | J  | G  | N  | P  | Bp | Bc | Diff |
| ---- | ----------------------------- | --- | -- | -- | -- | -- | -- | -- | ---- |
| 1    | BEC Tero Sasana (T)           | 50  | 22 | 15 | 5  | 2  | 41 | 11 | +30  |
| 2    | Osotsapa M-150 (C)            | 44  | 22 | 13 | 5  | 4  | 34 | 21 | +13  |
| 3    | Bangkok Bank FC               | 35  | 22 | 9  | 8  | 5  | 21 | 17 | +4   |
| 4    | Royal Thai Air Force FC       | 32  | 22 | 8  | 8  | 6  | 23 | 21 | +2   |
| 5    | Sinthana FC                   | 30  | 22 | 6  | 12 | 4  | 25 | 21 | +4   |
| 6    | Port Authority of Thailand FC | 28  | 22 | 6  | 10 | 6  | 26 | 23 | +3   |
| 7    | Krung Thai Bank               | 28  | 22 | 7  | 7  | 8  | 23 | 23 | 0    |
| 8    | Thailand Tobacco Monopoly (P) | 26  | 22 | 8  | 2  | 12 | 24 | 35 | -11  |
| 9    | TOT FC                        | 24  | 22 | 6  | 6  | 10 | 18 | 24 | -6   |
| 10   | Royal Thai Navy FC            | 21  | 22 | 6  | 3  | 13 | 14 | 31 | -17  |
| 11   | Royal Thai Police FC          | 19  | 22 | 4  | 7  | 11 | 16 | 24 | -8   |
| 12   | Rattana Bundit (P)            | 18  | 22 | 3  | 9  | 10 | 10 | 24 | -14  |

|  | Qualification pour la Ligue des champions de l'AFC 2003                          |
|  | Relégation en deuxième division                                                  |
|  | (T) : Tenant du titre (C) : Vainqueur de la Coupe de Thaïlande (P) : Promu de D2 |

## Bilan de la saison
| Championnat de Thaïlande de football 2001-2002 |                              |
| Champion                                       | BEC Tero Sasana (2e titre)   |
| Coupes et trophées                             |                              |
| Vainqueur de la Coupe de Thaïlande 2001-2002   | Osotsapa M-150               |
| Qualifications continentales                   |                              |
| Ligue des champions de l'AFC 2003              | BEC Tero Sasana              |
| Ligue des champions de l'AFC 2003              | Osotsapa M-150               |
| Promotions et relégations                      |                              |
| Promus en Thailand Soccer League               | Bangkok Christian College FC |
| Relégués en Thai Division 1 League             | Royal Thai Navy FC           |
| Relégués en Thai Division 1 League             | Royal Thai Police FC         |
| Relégués en Thai Division 1 League             | Rattana Bundit               |